# André Mewis

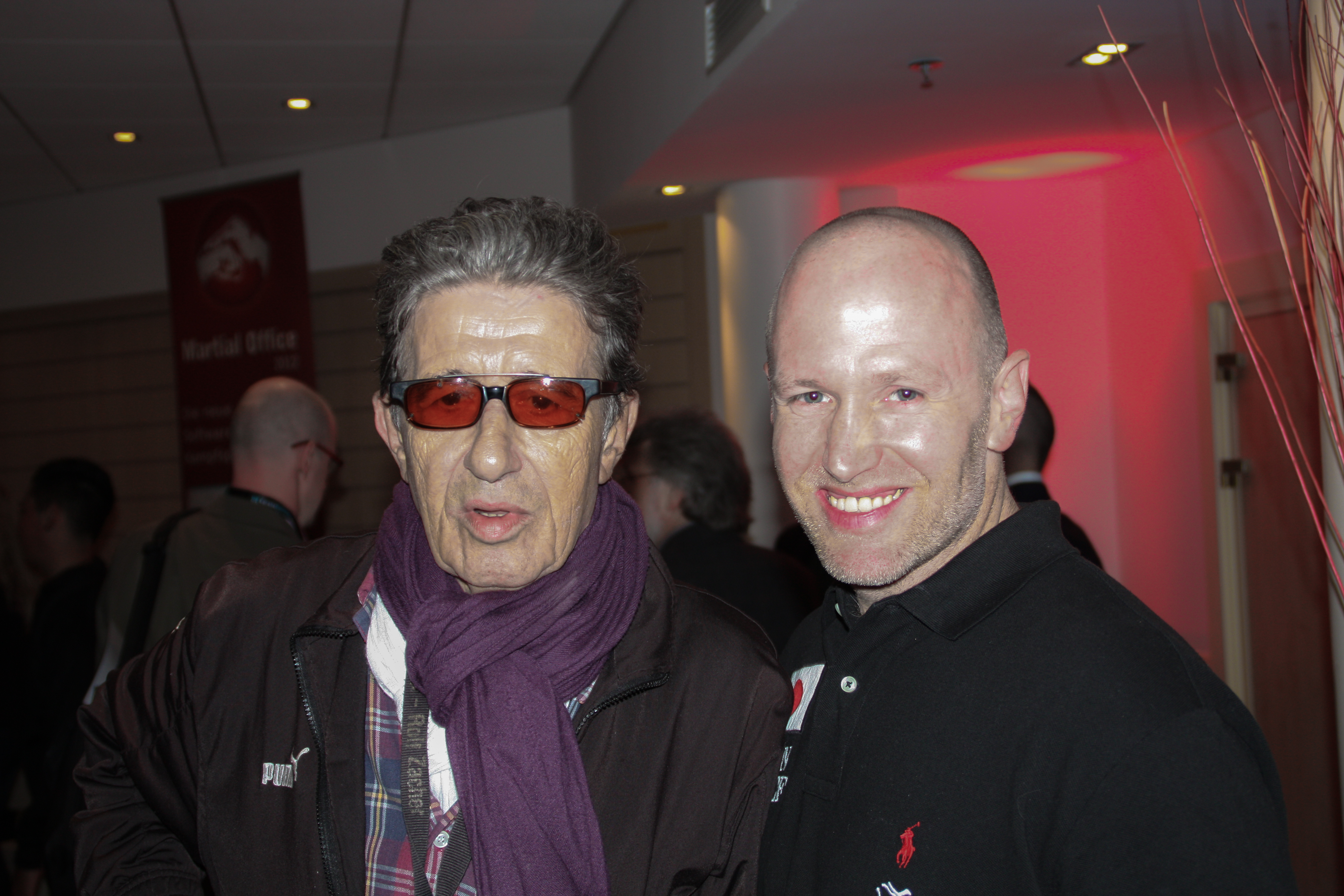
Rolf Zacher und André Mewis (2011)

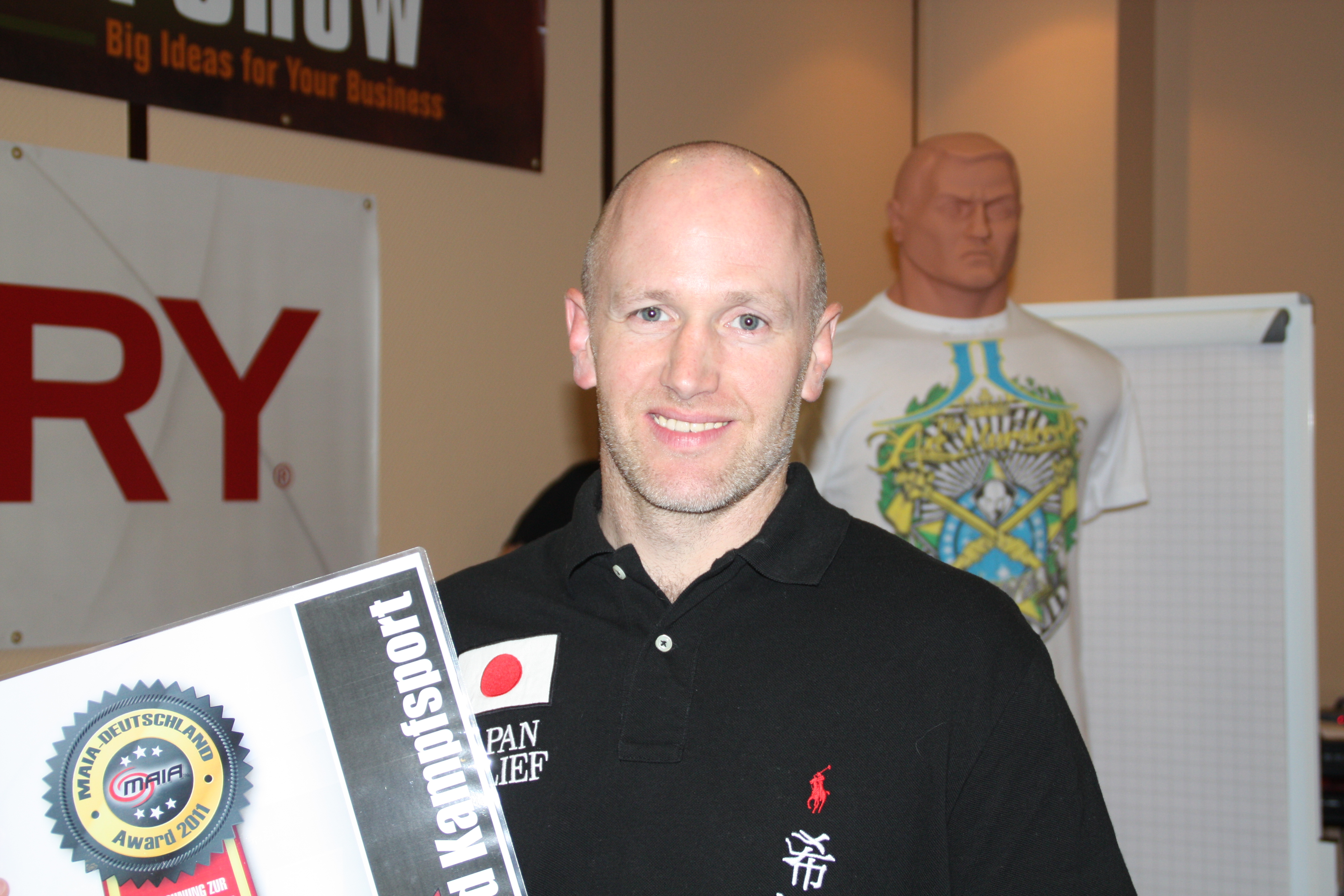
André Mewis bei der Preisverleihung

André Mewis (* 18. Oktober 1971 in Berlin) ist Weltmeister in drei verschiedenen Kampfkünsten: 1992 Pencak Silat, 1997 Kyokushin-Karate und 2007 im Kickboxen (WKA).

## Leben
Bereits im Alter von 14 Jahren interessierte sich André für Kung Fu. Das Formenlaufen wurde ihm jedoch bald zu langweilig, weshalb er zu Pencak Silat wechselte. Bereits im Jahr 1987 wurde er in die deutsche Pencak Silat Nationalmannschaft berufen. Im Jahr 1992 wurde er in Malaysia vor 120 000 Zuschauern und 120 Millionen am TV-Bildschirm Weltmeister in dieser Disziplin. Hier erwarb er sich auch seinen Kampfnamen der Schlächter. Wieder Zuhause in Berlin trainierte er beim Meister Santo Kyokushin-Karate. Im Jahr 1994 hatte er seinen ersten Kampf in Seidokaikan (K-1) und 1995 seinen ersten Thai-Boxkampf. 1997 wurde er Weltmeister im Kyokushin-Karate (Vollkontakt). Er bestritt mehr als 150 Kämpfe, von denen er die allermeisten gewann. Er war der erste Deutsche, der in der japanischen Profiliga kämpfen durfte. In der Volksrepublik China kämpfte er als erster und einziger Deutscher in der Sanda Profiliga. Er beherrscht sechs Kampfkunststile und reiste jahrelang durch Asien (Indonesien, Japan, die Volksrepublik China, Singapur und Thailand). Seine Reisen finanzierte er sich mit den Preisgeldern oder er jobbte in bis zu vier Kampfkunst-Dōjō gleichzeitig.
Wieder in Deutschland tourte er mit den Shaolin Mönchen und dem Programm Nacht der Kampfkünste durch Deutschland. Als sie ihm ihre Lagerhalle mit Requisiten und Waffen als Dōjō anboten, griff er sofort zu. Somit eröffnete er in Berlin-Charlottenburg sein erstes eigenes Dōjō. Im Jahr 2007 wurde er noch einmal Weltmeister im Kickboxen (WKA).

## Erfolge
- 1992: Weltmeister im Pencak Silat
- 1994: Profikämpfer im Seidokaikan (K-1)
- 1997: Weltmeister Kyokushinkai Karate
- 2007: Weltmeister Kickboxen (WKA)

## Auszeichnungen
- 2009: Dōjō des Jahres der MAIA
- 2011: Dōjō des Jahres der MAIA (die Laudatio hielt der Schauspieler Rolf Zacher)